# Lucy Aharish
Lucy Aharish (in arabo لوسي هريش‎?; in ebraico לוסי אהריש‎?; Dimona, 18 settembre 1981) è una conduttrice televisiva, giornalista e attrice israeliana di etnia araba, famosa per essere divenuta la prima donna araba israeliana e musulmana a divenire conduttrice nella televisione israeliana di lingua ebraica.
Nel 2018 Aharish era conduttrice su Reshet 13, ed ha precedentemente lavorato come conduttrice o reporter su Channel 2, i24news, Channel 10, Radio 99, Channel 1 e Kan 11.

## Biografia
Aharish è nata a Dimona, da famiglia araba israeliana musulmana originaria di Nazareth, terza di tre figlie. Crescendo, si è ritrovata come l'unica studentessa araba nella sua scuola. Più tardi, nel 2015, Aharish ha elogiato l'ex preside del suo liceo, Meir Cohen, per aver promosso una posizione intransigente contro il razzismo. Nell'estate del 1987, pochi mesi prima di compiere sei anni, Aharish rimase lievemente ferita quando una bomba Molotov venne lanciata contro l'auto della sua famiglia da militanti palestinesi. Durante la sua adolescenza, Aharish crebbe in un ambiente dominato dalla destra israeliana, in una città periferica, qual era Dimona, abitata in prevalenza da ebrei marocchini. Si è definita una fan del Beitar Gerusalemme (squadra calcistica con una tifoseria fortemente nazionalista) durante il suo periodo adolescenziale.
Durante gli studi universitari, adottò uno stile di vita religioso, anche se successivamente ha preso le distanze dalla vita religiosa. Cominciò ad interessarsi ad una carriera nel mondo della comunicazione durante la sua permanenza a Gerusalemme, dove studiò scienze sociali e teatro all'Università Ebraica di Gerusalemme. Dopo la laurea, studiò giornalismo a Tel Aviv, per poi intraprendere un tirocinio in Germania.
La carriera di Aharish cominciò al suo ritorno dalla Germania. Nel 2007 divenne la prima donna araba a divenire conduttrice sulla televisione israeliana di lingua ebraica, quando venne assunta da Channel 10. Nel 2008 divenne reporter per il programma Erev Tov, su Channel 10, e conduttrice per un programma radiofonico mattutino con Emmanuel Rosen e Maya Bengala. Nel 2011 condusse su Channel 1 il programma notturno Nivheret ha-Halomot e Hamahadura, programma destinato ad una fascia adolescenziale. I servizi di Aharish su i24news furono caratterizzati da una certa instabilità; durante l'Operazione Margine di protezione, condusse un'intervista in diretta con un rappresentante di Hamas, nella quale accusò l'organizzazione di usare i civili come scudi umani ed ha invitato i residenti di Gaza a ribellarsi al regime di Hamas.
Nell'aprile 2015 Aharish fu una delle dodici personalità israeliane scelte per accendere le torce durante la cerimonia ufficiale che ha dato il via alle celebrazioni del Giorno dell'indipendenza.

## Vita privata
Ha sposato l'attore ebreo israeliano Tzachi Halevy in una cerimonia privata il 10 ottobre 2018, dopo una relazione di quattro anni che è stata tenuta segreta fino ad allora per paura di molestie. Il matrimonio ha generato una polemica pubblica, anche se molti membri della Knesset e funzionari governativi si congratularono con la coppia.